# ویندهاوزن
ویندهاوزن (به آلمانی: Windhausen) یک منطقهٔ مسکونی در آلمان است که در باد گروند (هارز) واقع شده‌است. ویندهاوزن ۱٬۰۰۳ نفر جمعیت دارد.